# H-stabilità
In meccanica statistica, un sistema di N particelle interattive è chiamato H-stabile se l'energia potenziale per particella è limitata dal basso da una costante che è indipendente dal numero totale di particelle presenti, o, in simboli, se
{\displaystyle \exists B:{\frac {V(r)}{N}}>B.\,}
Nel contesto della meccanica quantistica, vi è una nozione differente di H-stabilità:
{\displaystyle \exists B:{\frac {E_{0}}{N}}>B,\,}
dove E0 è lo stato fondamentale dell'energia.
L'H-stabilità classica implica l'H-stabilità quantica, mentre il contrario è falso.
Il criterio è particolarmente utile nell'ambito della meccanica statistica, dove l'H-stabilità è necessaria per l'esistenza della termodinamica (in altre parole, se un sistema non è H-stabile, il limite termodinamico non esiste).